# Élos (ort i Grekland, Peloponnesos)
Élos är en ort i Grekland.   Den ligger i prefekturen Lakonien och regionen Peloponnesos, i den södra delen av landet, 160 km sydväst om huvudstaden Aten. Élos ligger 3 meter över havet och antalet invånare är 956.
Terrängen runt Élos är kuperad norrut, men söderut är den platt. Havet är nära Élos söderut.  Närmaste större samhälle är Moláoi, 13,7 km öster om Élos. 